# Грибов, Евгений Алексеевич
Евгений Алексеевич Грибов (24 сентября 1928, Иваново-Вознесенск, РСФСР — 24 декабря 2008, Иваново, Россия) — советский и российский живописец, график, член Союза художников СССР (1947), народный художник Российской Федерации (2002).

## Биография
Родился 24 сентября 1928 года в Иваново-Вознесенске (ныне Иваново), где учился в школе № 27. В школьные годы занимался в художественном кружке при Дворце пионеров под руководством С. Н. Троицкого.
С 1943 по 1947 год обучался в Ивановском художественном училище у И. Н. Нефёдова, Н. П. Секирина, А. М. Кузнецова, а по окончании училища был принят в Союз художников СССР и позднее начал преподавать в Ивановском художественном училище.
Скончался 24 декабря 2008 года в Иванове (недоступная ссылка).

## Творчество
С 1948 года принимал участие в городских, областных, региональных и всесоюзных выставках. Является автором графических серий — «Семнадцать мальчишеских лет», «О братьях наших меньших», «1905 год» и других. В соавторстве с М. И. Малютиным работал над значительными живописными картинами — «По заданию партии», «Год 1941. Брестская крепость», «Испания 1937 год. После боя».
Им создан ряд произведений в книжной графике. В том числе иллюстрации к роману А. С. Грина «Алые паруса».
выставки
- «Всесоюзная художественная выставка» (1955, Москва)
- «Советская Россия» (1960, Москва)
- Выставка работ 1956—1969 гг. (1972, Иваново)
- Персональная к 30-летию творческой деятельности (1979, Иваново)
- «Неизвестный Евгений Грибов» к 85-летию художника (2013, Иваново, ИОХМ[4])

## Награды
- Звание заслуженный художник РСФСР (1961, Указ Президиума Верховного Совета РСФСР от 22 июля 1961 года)
- Областная премия Ленинского комсомола.
- Звание народный художник России (27 апреля 2002, № 421)